# Laplace-operátor
A Laplace-operátor (jele: Δ) a több dimenziós analízis fontos differenciáloperátora, ami megadja egy több dimenziós függvény tiszta második deriváltjainak összegét.
Hasonló operátor a nabla operátor (jele: ∇).

## Általában
Skalármező Laplace-operátora:
{\displaystyle \Delta f=\operatorname {div} \left(\operatorname {grad} \,f\right)}
Vektormezőre:
{\displaystyle \Delta {\vec {A}}=\operatorname {grad} \left(\operatorname {div} \,{\vec {A}}\right)-\operatorname {rot} \left(\operatorname {rot} \,{\vec {A}}\right)}
A divergencia (div), a rotáció (rot) és a gradiens (grad) invarianciája miatt ez a definíció független a koordináta-rendszertől. Ha a Laplace-operátort skalármezőre alkalmazzák, akkor skalármezőt ad. Vektormezőre alkalmazva vektormezőt eredményez. n koordinátavektorra a Laplace-operátor így néz ki:
{\displaystyle \Delta ={\vec {\nabla }}^{2}=\sum _{k=1}^{n}{\partial ^{2} \over \partial x_{k}^{2}}.}
a definíció alapján, ahol {\displaystyle {\vec {\nabla }}} a nabla operátor.
Más koordináta-rendszerekben más alakja van; kiszámításához transzformálni kell a derékszögű koordináta-rendszert.

## Egy dimenzióban
Egy dimenzióban a Laplace-operátor a második deriváltra redukálódik. Az egyváltozós {\displaystyle f(x)} függvényre tehát formálisan felírható a következő egyenlet:
{\displaystyle \Delta f(x)={\frac {d^{2}f(x)}{dx^{2}}}}.

## Két dimenzióban
Az {\displaystyle f(x,y)} kétváltozós függvényre alkalmazva a Laplace-operátort:
derékszögű koordinátákban:
{\displaystyle \Delta f(x,y)={\frac {\partial ^{2}f(x,y)}{\partial x^{2}}}+{\frac {\partial ^{2}f(x,y)}{\partial y^{2}}}}
polárkoordinátákban:
{\displaystyle \Delta f(r,\phi )={\frac {\partial ^{2}f}{\partial r^{2}}}+{\frac {1}{r}}{\frac {\partial f}{\partial r}}+{\frac {1}{r^{2}}}{\frac {\partial ^{2}f}{\partial \phi ^{2}}}}
vagy
{\displaystyle \Delta f(r,\phi )={\frac {1}{r}}\cdot {\frac {\partial }{\partial r}}\left(r\cdot {\frac {\partial f}{\partial r}}\right)+{\frac {1}{r^{2}}}{\frac {\partial ^{2}f}{\partial \phi ^{2}}}}

## Három dimenzióban
A {\displaystyle f(x,y,z)} háromváltozós függvényre adódik
derékszögű koordináta-rendszerben
{\displaystyle \Delta f(x,y,z)={\frac {\partial ^{2}f(x,y,z)}{\partial x^{2}}}+{\frac {\partial ^{2}f(x,y,z)}{\partial y^{2}}}+{\frac {\partial ^{2}f(x,y,z)}{\partial z^{2}}}}
hengerkoordinátákban
{\displaystyle \Delta f(\rho ,\phi ,z)={\frac {1}{\rho }}\cdot {\frac {\partial }{\partial \rho }}\left(\rho \cdot {\frac {\partial f}{\partial \rho }}\right)+{\frac {1}{\rho ^{2}}}\cdot {\frac {\partial ^{2}f}{\partial \phi ^{2}}}+{\frac {\partial ^{2}f}{\partial z^{2}}}}
az {\displaystyle f(r,\vartheta ,\phi )} gömbi koordinátákkal
{\displaystyle \Delta f(r,\vartheta ,\phi )={\frac {1}{r^{2}}}{\frac {\partial }{\partial r}}\left(r^{2}\cdot {\frac {\partial f}{\partial r}}\right)+{\frac {1}{r^{2}\sin \vartheta }}\cdot {\frac {\partial }{\partial \vartheta }}\left(\sin \vartheta \cdot {\frac {\partial f}{\partial \vartheta }}\right)+{\frac {1}{r^{2}\sin ^{2}\vartheta }}\cdot {\frac {\partial ^{2}f}{\partial \phi ^{2}}}}
Az egyenlőségjel utáni első tag helyett a következő is írható: {\displaystyle {\frac {1}{r}}\cdot {\frac {\partial ^{2}}{\partial r^{2}}}(r\cdot f)} vagy akár {\displaystyle {\frac {\partial ^{2}}{\partial r^{2}}}+{\frac {2}{r}}\cdot {\frac {\partial f}{\partial r}}} .
A Laplace-operátor Green-függvénye
{\displaystyle G_{\Delta }(x,x')=-{\frac {1}{4\pi \|x-x'\|}}+F(x,x')} mit {\displaystyle \Delta F(x,x')=0}.
Ekkor teljesül: {\displaystyle \Delta G_{\Delta }(x,x')=\delta (x-x')}, ahol {\displaystyle \delta } a delta-disztribúció.
Az elektrodinamikában a Green-függvényt a peremérték-probléma megoldásához használják.

## Tulajdonságok
A Laplace-operátor forgásszimmetrikus, azaz ha {\displaystyle f} kétszer differenciálható és {\displaystyle R} forgatómátrix, akkor
{\displaystyle \left(\Delta f\right)\circ R=\Delta \left(f\circ R\right)},
ahol „{\displaystyle \circ }“ a függvénykompozíciót jelöli.
Lásd még: rotáció, divergencia, gradiens

## Diszkrét Laplace-operátor és képfeldolgozás
A képfeldogozásban a Laplace-operátort az élek felderítésére, megjelenítésére használják. Az él a jel második deriváltjának nullátmeneteként jelentkezik. Agn és gnm diszkrét jeleken a Laplace-operátort hajtogatásként alkalmazzák. Itt alkalmazzák a következő maszkokat:
1D-szűrő: {\displaystyle {\vec {D}}_{x}^{2}={\begin{bmatrix}1&-2&1\end{bmatrix}}}
2D-szűrő: {\displaystyle \mathbf {D} _{xy}^{2}={\begin{bmatrix}0&1&0\\1&-4&1\\0&1&0\end{bmatrix}}}
A kétdimenziós szűrőnek van egy másik változata:
2D-Filter: {\displaystyle \mathbf {D} _{xy}^{2}={\begin{bmatrix}1&1&1\\1&-8&1\\1&1&1\end{bmatrix}}}
Ezek a differenciálhányadosok diszkretizálásával kaphatók.

## Laplace–Beltrami-operátor

### Értelmezése
A Laplace-operátor eredetileg az euklideszi térben van értelmezve. A riemanni geometria formalizmusa segítségével adódik a lehetőség arra, hogy általánosítsák a görbült felületekre, és a Riemann-sokaságokra. Ez az általánosított operátor a Laplace–Beltrami-operátor.
Definíció: a Laplace-Beltrami-operátor az (általánosított) gradiens (általánosított) divergenciája.
Az {\displaystyle f:M\rightarrow \mathbb {R} } sokaságon értelmezett skalárfüggvény gradiense vektormező {\displaystyle M}-en.
Az {\displaystyle M} sokaság minden {\displaystyle x} pontjában fennáll a {\displaystyle \,v\in T_{x}M} érintővektorra:
{\displaystyle \langle {\mbox{grad}}f(x),v\rangle =\mathrm {d} f(x)(v)}
Itt df(x) az f(x) függvény deriváltja x-ben, és ezt az érintőtér lineáris formájának fogják fel.
A gradiens kontravariáns komponensei így számíthatók:
{\displaystyle \left({\mbox{grad}}f\right)^{i}=\partial ^{i}f=g^{ij}\partial _{j}f}
az Einstein-féle összegkonvencióval. Ez azt jelenti, hogy j az összegben 1-től n-ig megy. A {\displaystyle g^{ij}}-k a {\displaystyle g_{ij}} metrikus tenzor inverz mátrixának elemei. Tehát {\displaystyle g^{ij}g_{jk}=\delta _{k}^{i}}, ahol {\displaystyle \delta _{k}^{i}} a Kronecker-delta.
Az X vektormező divergenciája az {\displaystyle M} sokaságon az X vektormező szerinti térfogatelemek {\displaystyle L_{X}} Lie-deriváltjával
{\displaystyle ({\mbox{div}}X)\;\mathrm {vol} _{n}:={\mathcal {L}}_{X}\mathrm {vol} _{n}}
Ha {\displaystyle g} a sokaság metrikus tenzora, akkor a térfogatelem a helyi koordináták szerint
{\displaystyle \mathrm {vol} _{n}:={\sqrt {|g|}}\;\mathrm {d} x^{1}\wedge \ldots \wedge \mathrm {d} x^{n}}
Itt {\displaystyle |g|:=|\det g_{ij}|} a metrikus tenzor determinánsának abszolútértéke.
A {\displaystyle \mathrm {d} x^{i}}-k a
{\displaystyle \partial _{i}:={\frac {\partial }{\partial x^{i}}}}
bázisvektorok kovektorai, és bázist alkotnak a helyi koordináta-rendszer duális terében.
Helyi koordinátákban
{\displaystyle {\mbox{div}}X={\frac {1}{\sqrt {|g|}}}\partial _{i}\left({\sqrt {|g|}}X^{i}\right).}
Összesítve a Laplace-Beltrami-operátor:
{\displaystyle \Delta f={\mbox{div grad}}\;f={\frac {1}{\sqrt {|g|}}}\partial _{i}\left({\sqrt {|g|}}\partial ^{i}f\right)}.

### Alakjai
A szorzás- és láncszabállyal erre az alakra hozható:
{\displaystyle \Delta f=\partial _{i}\partial ^{i}f+(\partial ^{i}f)\partial _{i}\ln {\sqrt {|g|}}}
Mivel a háromdimenziós euklideszi térben a derékszögű koordináta-rendszerre {\displaystyle |g|=1}, azért {\displaystyle \Delta f=\partial _{i}\partial ^{i}f} adódik, ami éppen megfelel a Laplace-operátornak. A (+,-,-,-) vagy (-,+,+,+) Minkowski-metrikával a D'Alembert-operátor áll elő.
A Laplace-Beltrami-operátorba az euklideszi polár-, henger- vagy gömbi metrikus tenzorokat helyettesítve is a Laplace-operátort kapjuk ezekben a koordináta-rendszerekben felírva, mert a polár- és hengerkoordinátákra {\displaystyle |g|=r} és {\displaystyle |g|=\rho }, a gömbi koordinátákra pedig {\displaystyle |g|=r\sin \theta }.
A Laplace-Beltrami-operátor felírható a Christoffel-szimbólumokkal is:
{\displaystyle \Delta f=g^{ij}\left({\frac {\partial ^{2}f}{\partial x^{i}\partial x^{j}}}-\Gamma _{ij}^{k}{\frac {\partial f}{\partial x^{k}}}\right)}.
A d külső deriválttal és az általánosított divergenciával bizonyítható a sokaságokra a következő azonosság:
{\displaystyle \int _{M}\mathrm {d} f(X)\;\mathrm {vol} _{n}=-\int _{M}f{\mbox{div}}X\;\mathrm {vol} _{n}}.
Alkalmas f és h függvényekre:
{\displaystyle \int _{M}f\Delta h\;\mathrm {vol} _{n}=-\int _{M}\langle {\mbox{grad}}f,{\mbox{grad}}h\rangle \;\mathrm {vol} _{n}=\int _{M}h\Delta f\;\mathrm {vol} _{n}}.